# Cephalotrigona
Cephalotrigona é um gênero de abelha sem ferrão presente do México até a região sul do Brasil. Existem por volta de 500 espécies de abelhas sem ferrão no mundo catalogadas em diversos gêneros diferentes. Muitas espécies ainda não foram descobertas e outras estão passando por revisões para reenquadrá-las como novas espécies ou pertencentes a outros gêneros.
Existem até o momento 5 espécies de Cephalotrigona catalogadas, são elas:
| Gênero         | Espécie                      | Nome popular (se tiver) | Pesquisador     |
| -------------- | ---------------------------- | --- | --------------- |
| Cephalotrigona | Cephalotrigona capitata      | mombucão, abelha-papaterra, currunchos, guare-negra, mombuca, eiruzú, negrito, eirusú, eirusú-grande, mumbuca, bombuca, jiu-butu | Smith, 1854     |
| Cephalotrigona | Cephalotrigona eburneiventer | | Schwarz, 1948   |
| Cephalotrigona | Cephalotrigona femorata      | mombuquinha, mombucão-amazonense                                                                                                 | Smith, 1854     |
| Cephalotrigona | Cephalotrigona oaxacana      | | Ayala, 1999     |
| Cephalotrigona | Cephalotrigona zexmeniae     | e'hol, ta'ah-kab, cacique, congo, picúsaro, tamaga, tamaga-amarillo                                                              | Cockerell, 1912 |